# Karang Pulau
Karang Pulau is een bestuurslaag in het regentschap Bengkulu Utara van de provincie Bengkulu, Indonesië. Karang Pulau telt 2763 inwoners (volkstelling 2010).